# 김경진 (희극인)
김경진(金京振, 1983년 6월 24일 ~ )은 대한민국의 희극인이다.

## 생애
충청남도 대전에서 태어난 그는 2002년 연극배우 첫 데뷔하였고 이듬해 2003년 뮤지컬 배우 데뷔하였으며 2007년 문화방송(MBC) 16기 공채 개그맨으로 본격 정식 연예 활동을 시작하였다.
2015년에는 배우 김동찬과 트로트그룹 신하를 결성하였다.

## 학력
- 동아방송예술대학교 영상제작과

## 출연작

### 드라마
- 2009년 MBC 《지붕뚫고 하이킥!》 75회 ... 거지 역
- 2010년 KBS2 《추노》 ... 뱃사공 역
- 2010년 MBC 《볼수록 애교만점》 ... 증권 직원 역
- 2010년 MBC 《몽땅 내 사랑》 ... 전태풍 이사 대역
- 2011년 MBC every1 《레알스쿨》 ... 세탁물 수거직원 역
- 2011년 MBC 《짝패》 ... 말손 역
- 2011년 SBS 《웰컴 투 더 쇼》 ... FD 역
- 2011년 KBS2 《오작교 형제들》 ... 미대과 학생 역
- 2011년 SBS 《뿌리깊은 나무》 ... 대장거지 역
- 2012년 KBS2 《넝쿨째 굴러온 당신》 ... 성형외과 상담 받는 남자 역 (특별출연)
- 2012년 MBC 《스탠바이》 85회 ... 산신령 도사 역
- 2012년 KBS2 《KBS 드라마 스페셜 - 내가 우스워 보여?》 ... 나공수 역
- 2013년 SBS 《너의 목소리가 들려》 ... 슈퍼집 아들 역
- 2014년 tvN 《막돼먹은 영애씨 시즌13》 ... 거지 역
- 2014년 SBS 《청담동 스캔들》 ... 혜정 남자친구 역
- 2014년 tvN 《라이어 게임》 ... 팬 1 역
- 2014년 MBC 드라마넷 《스웨덴 세탁소》 ... 경진 역
- 2015년 SBS 《하이드 지킬, 나》 ... 정보원 역
- 2015년 Mnet 《더 러버》 ... 매니저 역 (특별출연)
- 2015년 네이버 TV 《어바웃 러브》 ... 준우 매니저 역
- 2015년 Drama H, TRENDY 《유일랍미》 ... 절호 역
- 2015년 MBC 《엄마》
- 2015년 SBS 《육룡이 나르샤》 ... 자객단 단주 역
- 2016년 네이버 TV 《저스티스팀: 범죄피해자를 구하라》 ... 피의자 역
- 2016년 네이버 TV 《질풍기획》 ... 임용태 부장 역
- 2016년 tvN 《또! 오해영》 ... ‘결혼말고 이혼’ 시나리오 작가 역
- 2016년 MBC 《행복을 주는 사람》
- 2017년 SBS 《수상한 파트너》
- 2017년 MBC 《왕은 사랑한다》 ... 염복 역
- 2017년 SBS 《사랑의 온도》 ... 덕후남 역
- 2018년 MBC 《위대한 유혹자》 ... 치한 역
- 2019년 SBS 《녹두꽃》
- 2019년 MBC 《모두 다 쿵따리》 ... 휴대폰 가게 주인 역 (19회, 우정출연)
- 2019년 TV조선 《레버리지: 사기조작단》 ... (특별출연)

### 영화
- 2011년 《개구쟁이 스머프》 ... 주책이 한국어 더빙
- 2013년 《남자사용설명서》 ... 택시남 역 (특별출연)
- 2013년 《연애의 기술》 ... 작업남 역
- 2015년 《연애의 맛》 ... 인영 BMW남 역 (우정출연)
- 2017년 《원스텝》 ... 요가원 수강생 역 (우정출연)
- 2017년 《구세주: 리턴즈》 ... 짜장면 배달원 역
- 2020년 《요가학원: 죽음의 쿤달리니》 ... 광고주 역

### 방송
- 2006년 MBC 《개그야》 (2006.02.16 ~ 2009.09.27)
  - 고품격 드라마 (2008)
  - IQ 430 (2008)
  - 프로젝트 개그웨이 (2008)
  - 2008 종합병원 (2008)
  - 김경진은 호모사피엔스 (2009)
  - 시사매거진 박준형의 눈 (2009)
  - 무완도전 (2009)
  - 명감독 김경진 (2009)
  - 미실과 선덕여왕 (2009) - 비담 역
- 2009년 MBC 《일밤 - 좋은 몸 나쁜 몸 이상한 몸》
- 2009년 MBC 《무한도전》 165 ~ 167회 (2009.08.08 ~ 2009.08.22)
- 2009년 MBC 《하땅사》 (2009.10.11 ~ 2010.05.16)
  - 나 이런 사람이야
- 2010년 MBC 《일밤 - 뜨거운 형제들》 (2010.03.28 ~ 2011.02.20)
- 2010년 MBC 《황금어장 라디오스타》 190 ~ 192회 (2010.07.21 ~ 2010.08.04)
- 2010년 Mnet 《텐트 인 더 시티》 (2010.08.17 ~ 2010.11.02)
- 2010년 MBC 《공감토크쇼 놀러와》 306회 (2010.09.13)
- 2010년 MBC 《무한도전》 218회 : 도전! 달력모델 3 (2010.10.02)
- 2010년 XTM 《맨즈헬스 프로젝트 - 절대남자》 (2010.10.16 ~ 2010.12.18)
- 2011년 OGN 《제4구역 : 리얼매뉴얼》 (2011.01.27 ~ 2011.02.24)
- 2011년 MBC 《웃고 또 웃고》 (2011.02.16 ~ 2012.02.24)
  - 큐브스 (2011)
  - 마지막 수업 (2011.07.29 ~ 2011.09.23)
  - 행복상회 (2011.12.02 ~ 2012.01.06)
  - 제임스딘 (2012.01.20 ~ 2012.02.24)
- 2011년 OGN 《공감TV NPC》 (2011.03.29 ~ 2011.05.17)
- 2011년 SBS 《강심장》 75 ~ 76회 (2011.05.03 ~ 2011.05.10)
- 2011년 E채널 《포커페이스 시즌2》 (2011.07.13 ~ 2011.09.07)
- 2011년 MBC 《공감토크쇼 놀러와》 353회 (2011.08.29)
- 2011년 SBS 《추석특집 스타 애정촌》 (2011.09.13)
- 2012년 KBS2 《스펀지》
- 2012년 FashionN 《사심연구소》 (2012.04.14 ~ 2012.07.07)
- 2012년 MBC 《세바퀴》 155회 (2012.05.26)
- 2012년 채널A 《박명수의 돈의 맛》 (2012.08.01 ~ 2012.11.03)
- 2012년 tvN 《토요일 톡리그》 (2012.08.25 ~ 2012.09.15)
- 2012년 TV조선 《강석우 김연주의 행복결혼위원회》 (2012.09.08 ~ 2012.10.21)
- 2012년 MBC 《코미디에 빠지다》 (2012.10.12 ~ 2014.04.06)
  - 스마트 하우스 (2012.10.12 ~ 2012.12.21)
- 2013년 SBS 《도전 1000곡》 229회 (2013.01.06)
- 2013년 KBS2 《맘마미아》 5회 (2013.05.12)
- 2013년 tvN 《강용석의 고소한 19》 31회 (2013.05.31)
- 2013년 채널A 《웰컴 투 돈월드》 28회 (2013.06.15)
- 2014년 KBS2 《가족의 품격 풀하우스》 78회 (2014.09.17)
- 2015년 KBS2 《출발 드림팀 시즌2》 297회 (2015.08.30)
- 2015년 KBS2 《위기탈출 넘버원》 505회 (2015.11.02)
- 2015년 KBS1 《2015 KBS 트로트대축제》 (2015.12.28)
- 2016년 전주MBC 《코미디 파티》 (2016.02.06 ~ 2016.07.24)
- 2016년 FTV 한국낚시채널 《맛있는 낚시》 (2016.04 ~ 2016)
- 2016년 KBS1 《6시 내고향》 (2016.04.29)
- 2016년 TBS FM 《지상렬의 브라보, 브라보》 (2016.11.17)
- 2016년 채널A 《아빠본색》 (2016.12.07)
- 2017년 채널A 《도플갱어쇼 별을 닮은 그대》 (2017.01.14)
- 2018년 MBN 《어느 별에서 왔니?》 (2018.11.05)
- 2019년 TV조선 《얼마예요?》 (2019.02.18)
- 2019년 MBC 《마이 리틀 텔레비전 V2》 16회 (2019.07.12)

### 뮤직 비디오
- 〈씨스타 - 가식걸〉
- 〈비스트 - 뷰티풀〉
- 〈비스트 - 니가 제일 좋아〉
- 〈박윤경 - 도도한여자〉
- 〈배드키즈 - 바밤바〉
- 〈디케이소울 - 꿀검〉
- 〈오정태 - 갑질이야〉

## 그 외 활동

### 앨범
- Solo Master - 원헌드레드 (2011.06.08)
- 개구리 - 원헌드레드 (2011.09.21)
- 유성매직 - 원헌드레드 (2012.01.19)
- 돈이없어 - 원헌드레드 (2012.04.05)
- 다이어트 (Diet) - 원헌드레드 (2012.07.09)
- 산타클로스는 없단다 - 원헌드레드 (2012.12.07)
- 아마도 너는 꽃뱀일거야 - 원헌드레드 (2013.03.12)
- 예비군 - 원헌드레드 (2013.06.13)
- 투수왕 류현진 - 김경진 (2013.07.23)
- 운수대통 - 신하 (2015.05.21)
- 오정태의 캐롤 - 오정태, 김경진 (2016.12.22)

## 화제
유행어
- "내 사랑 너의 사랑 김경진 ~ 나의 사랑 너의 사랑 김경진 !"
- "빌어먹을 ~", "~로 퉁쳐" - 〈명감독 김경진〉 코너
- "네 머리가 좋아요", "~ 여기서도 알 수 있듯이 ~" - 〈박준형의 눈〉 코너

## 기타
- 2013년 대전지방보훈청 홍보대사[1][2][4]

## 수상 내역
- 2009년 MBC 방송연예대상 코미디/시트콤부문 신인상